# NBA プレイ・バイ・プレイ
NBA プレイ・バイ・プレイ (NBA Play By Play) は、1998年12月21日にコナミから発売されたアーケードゲームで、NBAを題材とした3Dバスケットボールゲームである。

## 概要
発売当時のNBA全29チームの中からチームを選択し、1勝で勝ち上がる方式のプレイオフを勝ち進みチャンピオンを目指す。
各試合は4Q（クォーター）からなり、各Q終了時に点数が上回っていれば継続、同点ないし下回っていれば新たにコインを投入する事により、次のQから引き続き試合を続行できる。4Q終了時に勝っていれば次の試合に進出。負けていた場合は、新たにコインを投入する事により同じ対戦相手と1Q目から再戦できる。4Q終了時に同点だった場合、新たにコインを投入すればオーバータイムに入り試合を続行できる。チャンピオン獲得後は再び1回戦から、コインを投入せずに続行できる。
1998年6月12日の公式データを基に制作されており、引退を発表したマイケル・ジョーダンは登場しない。乱入対戦や、コントローラが備わっていれば最大4人同時プレイも可能である。